# Nquthu Local Municipality
Nquthu [nˈǃutʰu] (englisch Nquthu Local Municipality) ist eine Lokalgemeinde im Distrikt Umzinyathi der südafrikanischen Provinz KwaZulu-Natal. Der Verwaltungssitz der Gemeinde befindet sich in Nquthu. Bürgermeister seit 2017 ist Siyabonga Mabilabila Kunene.
Der Name der Gemeinde ist ein Zulubegriff und bedeutet „die Rückseite des Kopfes“. Cetshwayo gab einem seiner Häuptlinge den Auftrag ihm den Rücken von den Briten freizuhalten und somit zu verhindern, dass diese ihn nicht „von hinten auf den Kopf schlagen“ (esiNquthu) konnten.

## Geografie
Nquthu ist eine von vier Gemeinden des Distrikts und grenzt an AbaQulusi, eMadlangeni, Nkandla und Ulundi. Sie liegt im Nordosten des Distrikts. Der Buffalo fließt durch das Gemeindegebiet, das sehr uneben ist. Die Höhe, auf der die Gemeinde liegt, schwankt zwischen 900 und 1500 Metern über dem Meeresspiegel.

## Städte und Orte
| - Haladu - HlathiDlamini - HlathiNgudulwane - KwaMbunda - Luvisi - Maduladula - Mafitleng - Magongoloza | - Malakatha - Masotsheni - Mhlungwane - Mkhonjane - Mqhedlana - Ndatshana - Ndindindi - Ngolokodo | - Nkanda - Nondweni - Nquthu - Seven - St Mathews - Sunrise |

## Bevölkerung
Im Jahr 2011 hatte die Gemeinde 165.307 Einwohner auf einer Fläche von 1962 Quadratkilometern. Davon waren 99,7 % schwarz. Erstsprache war zu 89,7 % isiZulu, zu 6,5 % Sesotho, zu 0,9 % isiNdebele und zu 0,8 % Englisch.

## Wirtschaft
Verkehrstechnisch ist die Gemeinde über die R68, die Ulundi und Newcastle/Dundee verbindet, und die Regionalstraße R33 im Norden von Nquthu angebunden. Die Stadt Nquthu ist das administrative, Handels- und Dienstleistungszentrum der Gemeinde. Die Gemeinde ist allerdings von den Städten in der weiteren Umgebung abhängig: Melmoth, Vryheid, Newcastle und insbesondere Dundee. Höherwertige Waren können dort erworben werden. Außerdem bieten die Städte Arbeitsplätze für viele Bewohner von Nquthu.
In der Stadt Nquthu gibt es Nebenstellen vieler staatlicher Einrichtungen und Behörden, etwa der Ministerien für Bildung, Landwirtschaft und Umwelt, Wirtschaft und Gesundheit. An den Wasserläufen des Buffalo und seinen Nebenflüssen und im ebenen oder nur flach abfallenden Gelände wird Landwirtschaft betrieben, allerdings hauptsächlich für den Eigenbedarf. Die steileren Gebiete im Zentrum der Gemeinde und im Norden werden als Weideland verwendet. Im Süden ist das Gelände meist zu steil, um landwirtschaftlich genutzt zu werden. Um die Städte herum wird teilweise Forstwirtschaft betrieben.

## Sehenswürdigkeiten
- Das Isandlwana Memorial ist ein Denkmal für die Schlacht bei Isandlwana während des Zulukriegs. Die Nachstellung der Kampfhandlungen ist eine wichtige Touristenattraktion der Gemeinde.[5]